# Janusz Warmiński
Janusz Lewandowski-Warmiński est un acteur et metteur en scène polonais né le 30 septembre 1922 à Varsovie et mort le 2 novembre 1996 dans la même ville. Il est le directeur du théâtre Ateneum à Varsovie dans les années 1952-1958 et 1960-1996.

## Biographie

### Carrière militaire
Pendant la Seconde Guerre mondiale, il combat dans les rangs de l'Armia Krajowa (sous le pseudonyme Murzyn). Avec le grade de cadet, il participe à l'insurrection de Varsovie, commandant une section du groupe Kampinos (pl).

### Carrière artistique
Il passe son examen d'acteur en 1945.
Il est acteur et assistant metteur en scène au théâtre Polski à Poznań (pl) de 1945 à 1947, et au Théâtre de l'armée polonaise à Poznań de 1947 à 1949.
Il passe les années 1949-1952 au Nouveau théâtre de Łódź. Il est, avec entre autres Kazimierz Dejmek (pl), Danuta Mancewicz (pl), Barbara Rachwalska (pl), Janusz Kłosiński et Wojciech Pilarski (pl), l'un des fondateurs de ce théâtre. En 1950, il fait ses débuts en tant que metteur en scène avec Makar Dubrav d'Aleksander Korniejczuk.
Dans les années 1952-1958 et 1960-1996, il dirige le théâtre Ateneum à Varsovie. Au cours de ces années, il a fait de l'Ateneum l'un des plus importants théâtres de Varsovie, en rehaussant le profil de son répertoire. Warmiński créé et maintient l'un des ensembles d'acteurs les plus intéressants. Lorsqu'il dirige le théâtre, il utilise souvent le répertoire occidental contemporain. Il met également en scène de nouveaux textes d'auteurs dramatiques de langue allemande. Il s'inspire souvent des classiques de la littérature mondiale. Dans les années 1970, il produit un certain nombre de pièces politico-historiques faisant référence à l'histoire polonaise.
Il prépare également sept productions pour le théâtre télévisé polonais (pl).
Sa dernière première a lieu le 10 juin 1995.

### Carrière politique
Il est membre du Parti ouvrier unifié polonais, qu'il quitte après la déclaration de l'état de siège.

### Mort
Il est actif presque jusqu'à la fin de sa vie.
Warmiński meurt le 2 novembre 1996 et est enterré avec son épouse Aleksandra Śląska au cimetière de Powązki de Varsovie (section 339-3-5,6).

## Récompenses et distinctions

### Distinctions
- 22 juillet 1952 : Croix de Chevalier de l'Ordre Polonia Restituta[5]
- 19 juillet 1954 : Croix d'Officier de l'Ordre Polonia Restituta[6]
- 1959 : Croix de la Valeur
- 1959 : Croix du Partisan (pl)
- 1966 : Médaille du 1000e anniversaire de l'État polonais (pl)
- 1979 : Ordre de la Bannière du Travail de seconde classe
- 1987 : Insigne du titre honorifique « Mérite pour la culture nationale » (pl)